# Митрополит дабробосански Пајсије
Пајсије Лазаревић је био митрополит дабро-босански у периоду од 1752–1759. године. 
Изабран је митрополита посвећен је 8. јула 1752. године, након свргнућа митрополита Гаврила (Михајловића) са тог места. Пре тога је био архимандрит и игуман манастира Пиве. Хиротонију су у Пећи извршили митрополити: нишки Гаврило, ваљевски Пајсије и велешки Дионисије. За њега је остало забележено да је био „доиста човјек мирне и попустљиве природе". 
Умро је у Сарајеву 13. фебруара 1759. године.